# Јакобус Хенрикус ван ’т Хоф
Јакобус Хенрикус ван 'т Хоф (хол. Jacobus Henricus van 't Hoff; Ротердам, 30. август 1852 — Штеглиц, 1. март 1911) био је холандски физикохемичар и органохемичар. Био је добитник прве Нобелове награде за хемију 1901. године, као веома утицајни теоретски хемичар свог времена. Истраживао је кинетику хемијских процеса, хемијску равнотежу, осмотски притисак и кристалографију. Његов пионирски рад помогао је оснивању модерне теорије хемијског афинитета, хемијске равнотеже, хемијске кинетике и хемијске термодинамике. У свом памфлету из 1874. Ван 'т Хоф је формулисао теорију тетраедарског атома угљеника и поставио темеље стереохемије. Он је 1875. године предвидео исправне структуре алена и кумулена као и њихову аксијалну хиралност. Такође се сматра једним од оснивача физичке хемије као што је дисциплина данас позната.

## Биографија
Треће од седморо деце, Ван 'т Хоф је рођен у Ротердаму, Холандија, 30. августа 1852. Његов отац је био Јакобус Хенрикус ван 'т Хоф старији, лекар, а мајка Алида Колф ван 'т Хоф. Од малих ногу је био заинтересован за науку и природу, често је учествовао на ботаничким екскурзијама. У раним школским годинама показао је велико интересовање за поезију и филозофију. Лорда Бајрона је сматрао својим идолом.
Против жеље свог оца, Ван 'т Хоф је изабрао да студира хемију. Прво се уписао на Технолошки универзитет Делфт у септембру 1869. и студирао до 1871. године, када је 8. јула положио завршни испит и стекао диплому хемијског технолога. Положио је све своје курсеве за две године, иако је време за студирање било три године. Затим се уписао на Универзитет у Лајдену да студира хемију. Затим је студирао у Бону у Немачкој код Августа Кекулеа и у Паризу код Адолфа Вирца. Докторирао је код Едварда Мулдера на Универзитету у Утрехту 1874. године.
Године 1878, Ван 'т Хоф се оженио Јоханом Францином Мис. Имали су две ћерке, Јохану Францину (1880–1964) и Алеиду Јакобу (1882–1971), и два сина, Јакобус Хенрикус ван 'т Хоф III (1883–1943) и Говерт Јакоб (1889–1918). Ван 'т Хоф је умро у 58. години, 1. марта 1911, у Стеглицу, близу Берлина, од туберкулозе.

## Каријера

### Органска хемија
Ван 'т Хоф је своју почетну репутацију стекао у области органске хемије. Године 1874, објаснио је феномен оптичке активности претпоставком да су хемијске везе између атома угљеника и њихових суседа усмерене ка угловима правилног тетраедра. Ова тродимензионална структура представљала је изомере који се налазе у природи. За то дели заслуге са француским хемичарем Жозефом Ле Белом, који је самостално дошао на исту идеју.
Три месеца пре него што му је докторска диплома додељена, Ван 'т Хоф је објавио ову теорију, која се данас сматра основом стереохемије, прво у холандском памфлету у јесен 1874, а затим следећег маја у малој француској књизи под насловом La chimie dans l'espace. Превод на немачки се појавио 1877. године, у време када је једини посао који је Ван 'т Хоф могао да нађе био у Ветеринарској школи у Утрехту. У овим раним годинама научна заједница је углавном игнорисала његову теорију, а један истакнути хемичар, Херман Колбе, оштро ју је критиковао. Колбе је написао:
„Др Ј. Х. ван 'т Хоф са Ветеринарске школе у Утрехту очигледно не воли тачна хемијска истраживања. Он је сматрао да је згодније да узјаши на Пегаза (очигледно позајмљено из Ветеринарске школе) и да прогласи у својој ‘La chimie dans l’espace’ како му се, у његовом смелом лету ка врху хемијског Парнаса, чинило да су атоми распоређени у космичком простору.”
 Међутим, око 1880. подршка Ван 'т Хофовој теорији од стране тако важних хемичара као што су Јоханес Вислиценус и Виктор Мејер донела је признање.

### Физичка хемија
Ван 'т Хоф је 1884. објавио своје истраживање о хемијској кинетици под насловом Études de Dynamique chimique („Студије о хемијској динамици“), при чему је описао нову методу за одређивање реда реакције помоћу графике и применио законе термодинамике на хемијске равнотеже. Он је увео савремени концепт хемијског афинитета. Године 1886, показао је сличност између понашања разблажених раствора и гасова. Године 1887, он и немачки хемичар Вилхелм Оствалд основали су утицајни научни часопис под називом Zeitschrift für physikalische Chemie („Часопис за физичку хемију“). Он је радио на Сванте Аррхениусовој теорији дисоцијације електролита и 1889. дао физичко оправдање за Архенијусову једначину. Године 1896, постао је професор Пруске академије наука у Берлину. Његове студије о налазиштима соли у Штасфурту биле су важан допринос пруској хемијској индустрији.
Ван 'т Хоф је постао предавач хемије и физике на Ветеринарском колеџу у Утрехту. Потом је скоро 18 година радио као професор хемије, минералогије и геологије на Универзитету у Амстердаму пре него што је на крају постао председник одељења за хемију. Ван 'т Хоф се 1896. преселио у Немачку, где је завршио каријеру на Универзитету у Берлину 1911. Године 1901. добио је прву Нобелову награду за хемију за рад са растворима. Његов рад је показао да веома разређена решења прате математичке законе који су веома слични законима који описују понашање гасова.

## Достигнућа
Године 1874. објавио је рад у коме је објаснио оптичку ротацију код неких материја. Ову појаву је тумачио као последицу тетраедарског распореда хемијских веза угљеникових атома и њихових суседа.
У своме делу „Хемија у простору“ (La chimie dans l'éspace) из 1874. године, дао је примере који повезују хемију и геометрију и тако био један од пионира стереохемије. У ово доба ово је била револуционарна идеја коју су дочекале бројне критике.
Следеће значајно дело Ван 'т Хоф је објавио 1884. године. То су биле „Студије о хемијској динамици“ (Études de Dynamique chimique), у којима је описао нов метод за описивање реда хемијске реакције користећи графике, и применио законе термодинамике на хемијске системе у равнотежи. У науку је увео појам хемијског афинитета. Касније се бавио хемијом раствора и теоријом дисоцијације електролита.

## Почасти и награде
Године 1885, Ван 'т Хоф је именован за члана Краљевске холандске академије уметности и наука. Године 1904, изабран је за члана Америчког филозофског друштва. Остала признања укључују почасне докторате са Харварда и Јејла (1901), Универзитета Викторија, Универзитета у Манчестеру (1903) и Универзитета у Хајделбергу (1908). Он је одликован Дејвијовом медаљом Краљевског друштва 1893. (заједно са Ле Белом), а изабран је за страног члана Краљевског друштва (ForMemRS) 1897. Добио је Хелмхолцову медаљу Пруске академије наука (1911), и именован за витеза француске Легије части (1894) и сенатора у Кајзер-Вилхелм-Геселшафту (1911). Ван 'т Хоф је постао почасни члан Британског хемијског друштва у Лондону, Краљевске холандске академије уметности и наука (1892), Америчког хемијског друштва (1898), Академије наука у Паризу (1905) и Холандског хемијског друштва (1908). Од својих бројних одликовања, Ван 'т Хоф је освајање прве Нобелове награде за хемију сматрао кулминацијом своје каријере. По њему су названи:
- Ван 'т Хоф фактор
- Ван 'т Хофова једначина
- Ле Бел-Ван'т Хофово правило

Дана 14. маја 2021, астероид 34978 ван 'т Хоф, који су открили астрономи Паломар-Лејденовим прегледом 1977, био је именован у његову меморију.

## Радови
- Chimie dans l'espace (на језику: немачки). Braunschweig: Vieweg und Sohn. 1894.
- Chemische Dynamik (на језику: немачки). Braunschweig: Vieweg und Sohn. 1898.
- Chemische Statik (на језику: немачки). Braunschweig: Vieweg und Sohn. 1899.
- Beziehungen zwischen Eigenschaften und Zusammensetzung (на језику: немачки). Braunschweig: Vieweg und Sohn. 1900.
- Foundations of the theory of dilute solutions (на језику: енглески). Edinburgh: Alembic Club. 1929.